# 釧路第一高等学校
釧路第一高等学校（くしろだいいちこうとうがっこう）は、かつて北海道釧路市に存在していた私立高等学校。略称は一高。

## 沿革
- 1960年（昭和35年）3月2日　釧路第一高等学校設立認可。普通科定員900名。初代校長に山口末一就任（札幌第一高等学校長との兼任）。
- 1960年（昭和35年）4月11日　開校式並びに第1回入学式挙行。札幌第一高等学校と同じ学校法人希望学園が運営し、兄弟校としてスポーツ交流を重ねた。当初、北海道釧路江南高等学校の旧校舎を使用。
- 1960年（昭和35年）12月1日　第2代校長に武部啓就任。
- 1961年（昭和36年）4月1日　航空学科　定員120名設置。校旗制定。
- 1962年（昭和37年）2月10日　定員1500名に改める。
- 1962年（昭和37年）11月1日　校歌制定。
- 1963年（昭和38年）2月25日　第1回卒業式挙行　卒業者　男165名　女57名　計222名。同窓会発足。
- 1963年（昭和38年）4月1日　第3代校長に、かつて釧路市教育委員長をつとめ、私塾湖陵梅楓塾を開いた中川久平が就任、私学としての校風樹立に当った。就任の条件として新校舎建設を学園に強く求めた。
- 1963年（昭和38年）6月5日　校舎新築起工式挙行。
- 1963年（昭和38年）10月26日　校舎新築上棟式挙行。
- 1963年（昭和38年）12月30日　第3代校長中川久平逝去（64歳）。
- 1963年（昭和38年）12月31日　第4代校長に石垣平右衛門就任。
- 1964年（昭和39年）4月10日　釧路市郊外の愛国39地区に建設された新校舎へ移転。
- 1966年（昭和41年）1月17日　第5代校長に岡睦樹就任。
- 1969年（昭和44年）6月22日　第6代校長に藤崎利雄就任。
- 1970年（昭和45年）8月28日　創立10周年記念式典挙行。
- 1971年（昭和46年）8月10日　第7代校長に藤本敏夫就任
- 1972年（昭和47年）6月10日　第7代校長藤本敏夫逝去。
- 1973年（昭和48年）1月16日　第8代校長に奥山海要就任。
- 1975年（昭和50年）3月19日　年度末闘争をめぐって、労使紛争の発端となる組合員3名の暴力事件が発生する。
- 1975年（昭和50年）4月10日　事実無根として処分撤回を求め、無期限ストに突入。入学式中止。
- 1975年（昭和50年）4月30日　20日遅れで入学式挙行。
- 1975年（昭和50年）9月28日　労使紛争が泥沼化し、新年度生徒募集停止を発表する。
- 1975年（昭和50年）11月8日　労使紛争の中、3年生の代替授業が仮校舎で始められる。
- 1976年（昭和51年）4月7日　2年後の廃校を学校法人希望学園　岩沢理事長が表明する。
- 1976年（昭和51年）7月21日　希望学園理事会にて、昭和53年3月廃校が正式決定される。
- 1978年（昭和53年）3月1日　最後の卒業生となる、第16回卒業式挙行。卒業者242名。
- 1978年（昭和53年）3月15日　廃校式。
- 卒業生 1期～16期  4842名
- 1978年（昭和53年）3月　北海道教育委員会が学校法人希望学園より、度重なる労使紛争により廃校になった校舎一式を買収して増改築し、1980年（昭和55年）4月に道立の北海道釧路北高校を開校した。
- 2000年10月28日（平成12年）旧釧路第一高校（現釧路北高校）の校舎取り壊しに合わせて、お別れ会を開催。 一高卒業生＋関係者62名、北高校卒業生62名が参加した。
- 2002年（平成14年） 旧釧路第一高等学校(釧路北高等学校)校舎解体に伴う新校舎落成に合わせ、ハルニレの樹を同窓会が植樹贈呈した。希望学園に因み「希望の樹」としてグランド横に植えられている。
- 2007年（平成19年）4月、同所在地に北海道北高等学校・北海道西高等学校・北海道釧路星園高等学校の3校統合によって、北海道釧路明輝高等学校が新設された。

## 部活動
スピードスケート全国優勝5連覇を筆頭にアイスホッケーも1971年に全道優勝・全国優勝・国体優勝の3冠をはたした。その他、柔道、ウェイトリフティング、野球、ラグビー、などスポーツ競技全般に強く、わずか18年の歴史ではあったが、北海道を代表するスポーツ強豪校として名を馳せ、多くのオリンピック選手を輩出した。特に野球部は1968年（昭和43年）夏に初めて釧根支部大会を突破。1969年（昭和44年）春の選抜高校野球大会に出場し、初戦で帝京五を2-0で下して、釧根地区の高校として現時点で唯一の甲子園勝利を挙げている。通算戦績は、全国高等学校野球選手権北北海道大会22勝18敗（釧根支部大会21勝15敗、北北海道大会1勝3敗。最高成績:ベスト4）。北海道大会出場6回（秋2回・春4回。最高成績:秋優勝1回）。甲子園出場:春1回（前述）。

## 出身者
- 北村直人 - 元衆議院議員
- 高田ひろお - 絵本作家、「およげたいやきくん」作詞
- 平手則男 - 元スピードスケートオリンピック代表選手
- 山本雅彦 - 元スピードスケートオリンピック代表選手
- 長屋真紀子 - 元スピードスケートオリンピック代表選手
- 本間貞樹 - 元アイスホッケー世界選手権・オリンピック代表選手・FW